# NBA All-Star Game 2015
Le NBA All-Star Game 2015 est la 64e édition du NBA All-Star Game. Il se déroule le 15 février 2015 au Madison Square Garden, le siège des Knicks de New York. Cette annonce a été faite le 25 septembre 2013 par David Stern commissaire de la NBA. C'est la cinquième fois que le All-Star Game se joue dans cette arène, la dernière en date étant en 1998. En 2015, le All-Star Weekend se déroule cependant dans deux salles : le All-Star Game au Madison Square Garden donc, et les compétitions des vendredi et samedi au Barclays Center de Brooklyn, siège des Nets.

## All-Star Game

### Les entraîneurs
| |  |  |
| Mike Budenholzer (à gauche) et Steve Kerr (à droite) ont été sélectionnés comme entraîneurs respectifs de l'Est et de l'Ouest. |  |  |

Mike Budenholzer l'entraîneur des Hawks d'Atlanta et Steve Kerr celui des Warriors de Golden State ont été nommés entraîneurs respectifs des conférences Est et Ouest à la suite de la première place de leur équipe dans leur conférence en date du 22 janvier 2015.

### Joueurs
| Pos.                                            | Joueur          | Équipe                 | Participation | Nombre de votes |
| Titulaires                                      | Titulaires      | Titulaires             | Titulaires    | Titulaires      |
| ----------------------------------------------- | --------------- | ---------------------- | ------------- | --------------- |
| G                                               | John Wall       | Wizards de Washington  | 2e            | 886 368         |
| G                                               | Kyle Lowry      | Raptors de Toronto     | 1re           | 805 290         |
| F                                               | LeBron James    | Cavaliers de Cleveland | 11e           | 1 470 483       |
| F/C                                             | Pau Gasol       | Bulls de Chicago       | 5e            | 974 177         |
| F                                               | Carmelo Anthony | Knicks de New York     | 8e            | 647 005         |
| Remplaçants                                     |                 |                        |               |                 |
| F/C                                             | Al Horford      | Hawks d'Atlanta        | 3e            | —               |
| F/C                                             | Chris Bosh      | Heat de Miami          | 10e           | —               |
| F                                               | Paul Millsap    | Hawks d'Atlanta        | 2e            | —               |
| G/F                                             | Jimmy Butler    | Bulls de Chicago       | 1re           | —               |
| G                                               | Dwyane Wade ³   | Heat de Miami          | 11e           | —               |
| G                                               | Jeff Teague     | Hawks d'Atlanta        | 1re           | —               |
| G                                               | Kyrie Irving    | Cavaliers de Cleveland | 3e            | —               |
| G                                               | Kyle Korver *** | Hawks d'Atlanta        | 1re           | —               |
| Entraîneur : Mike Budenholzer (Hawks d'Atlanta) |                 |                        |               |                 |

| Pos.                                               | Joueur              | Équipe                    | Participation | Nombre de votes |
| Titulaires                                         | Titulaires          | Titulaires                | Titulaires    | Titulaires      |
| -------------------------------------------------- | ------------------- | ------------------------- | ------------- | --------------- |
| PG                                                 | Stephen Curry       | Golden State Warriors     | 2e            | 1 513 324       |
| G                                                  | Kobe Bryant ¹       | Lakers de Los Angeles     | 17e           | 1 152 402       |
| C                                                  | Marc Gasol          | Grizzlies de Memphis      | 2e            | 795 121         |
| F/C                                                | Blake Griffin ²     | Clippers de Los Angeles   | 5e            | 700 616         |
| F/C                                                | Anthony Davis ⁴     | New Orleans Pelicans      | 2e            | 1 369 911       |
| Remplaçants                                        |                     |                           |               |                 |
| F/C                                                | LaMarcus Aldridge ^ | Portland Trail Blazers    | 4e            | —               |
| F/C                                                | Tim Duncan          | Spurs de San Antonio      | 15e           | —               |
| F                                                  | Kevin Durant        | Oklahoma City             | 6e            | —               |
| G                                                  | Klay Thompson ^     | Golden State Warriors     | 1re           | —               |
| G                                                  | Russell Westbrook   | Oklahoma City             | 4e            | —               |
| G                                                  | James Harden ^      | Rockets de Houston        | 3e            | —               |
| G                                                  | Chris Paul          | Clippers de Los Angeles   | 8e            | —               |
| C                                                  | DeMarcus Cousins*   | Kings de Sacramento       | 1re           | -               |
| PG                                                 | Damian Lillard**    | Trail Blazers de Portland | 2e            | -               |
| F                                                  | Dirk Nowitzki****   | Mavericks de Dallas       | 13e           | -               |
| Entraîneur : Steve Kerr (Warriors de Golden State) |                     |                           |               |                 |

¹ Kobe Bryant déclare forfait pour le All-Star Game à cause d'une blessure à l'épaule.
² Blake Griffin déclare forfait pour le All-Star Game à la suite d'une opération du coude.
³ Dwyane Wade déclare forfait pour le All-Star Game pour cause de blessure.
⁴ Anthony Davis déclare forfait pour le All-Star Game pour cause de blessure.
* DeMarcus Cousins est désigné pour remplacer Kobe Bryant.
** Damian Lillard est désigné pour remplacer Blake Griffin.
*** Kyle Korver est désigné pour remplacer Dwyane Wade.
**** Dirk Nowitzki est désigné pour remplacer Anthony Davis.
^ Klay Thompson, James Harden et LaMarcus Aldridge ont été introduits dans le cinq de départ à la suite des blessures de Kobe Bryant, Blake Griffin et Anthony Davis.

### Est vs. Ouest
| 16 février 2015 20:30 EDT | (en) Boxscore | Est 158, Ouest 163                                 | Est 158, Ouest 163       | Est 158, Ouest 163                               |  | Madison Square Garden, New York Affluence : 17 198 Arbitres : Derrick Stafford Pat Fraher Sean Wright | TNT beIN Sports |
| 16 février 2015 20:30 EDT | (en) Boxscore | Score par quart-temps : 36-47, 46-36, 40-39, 36-41 |                          |                                                  |  | Madison Square Garden, New York Affluence : 17 198 Arbitres : Derrick Stafford Pat Fraher Sean Wright | TNT beIN Sports |
| 16 février 2015 20:30 EDT | (en) Boxscore | Score par mi-temps : 82-83, 76-80                  |                          |                                                  |  | Madison Square Garden, New York Affluence : 17 198 Arbitres : Derrick Stafford Pat Fraher Sean Wright | TNT beIN Sports |
| 16 février 2015 20:30 EDT | (en) Boxscore | LeBron James 30 Pau Gasol 12 Kyle Lowry 8          | Points Rebonds Passes d. | Russell Westbrook 41 Marc Gasol 10 Chris Paul 15 |  | Madison Square Garden, New York Affluence : 17 198 Arbitres : Derrick Stafford Pat Fraher Sean Wright | TNT beIN Sports |

MVP : Russell Westbrook

## Le All-star week-end

### BBVA Compass Rising Stars Challenge
| Poste                                                                     | Joueur                    | Nat | Équipe                    | Rookie / Sophomore |
| ------------------------------------------------------------------------- | ------------------------- | --- | ------------------------- | ------------------ |
| G                                                                         | Trey Burke                |     | Jazz de l'Utah            | Sophomore          |
| G                                                                         | Kentavious Caldwell-Pope  |     | Pistons de Détroit        | Sophomore          |
| G                                                                         | Michael Carter-Williams ³ |     | 76ers de Philadelphie     | Sophomore          |
| G                                                                         | Zach LaVine               |     | Timberwolves du Minnesota | Rookie             |
| G/F                                                                       | Shabazz Muhammad          |     | Timberwolves du Minnesota | Sophomore          |
| F/C                                                                       | Nerlens Noel              |     | 76ers de Philadelphie     | Rookie             |
| G                                                                         | Victor Oladipo            |     | Magic d'Orlando           | Sophomore          |
| G                                                                         | Elfrid Payton             |     | Magic d'Orlando           | Rookie             |
| F/C                                                                       | Mason Plumlee             |     | Nets de Brooklyn          | Sophomore          |
| F/C                                                                       | Cody Zeller               |     | Hornets de Charlotte      | Sophomore          |
| F                                                                         | Robert Covington ***      |     | 76ers de Philadelphie     | Sophomore          |
| Entraîneur : Alvin Gentry (Entraîneur adjoint : Warriors de Golden State) |                           |     |                           |                    |

| Poste                                                              | Joueur                   | Nat                   | Équipe                    | Rookie / Sophomore |
| ------------------------------------------------------------------ | ------------------------ | --------------------- | ------------------------- | ------------------ |
| C                                                                  | Steven Adams ¹           |                       | Thunder d'Oklahoma City   | Sophomore          |
| G/F                                                                | Yánnis Antetokoúnmpo     |                       | Bucks de Milwaukee        | Sophomore          |
| G/F                                                                | Bojan Bogdanović         |                       | Nets de Brooklyn          | Rookie             |
| C                                                                  | Gorgui Dieng             |                       | Timberwolves du Minnesota | Sophomore          |
| G                                                                  | Dante Exum               |                       | Jazz de l'Utah            | Rookie             |
| C                                                                  | Rudy Gobert              |                       | Jazz de l'Utah            | Sophomore          |
| F                                                                  | Nikola Mirotić           | Drapeau du Monténégro | Bulls de Chicago          | Rookie             |
| F/C                                                                | Kelly Olynyk ²           |                       | Celtics de Boston         | Sophomore          |
| G                                                                  | Dennis Schröder          |                       | Hawks d'Atlanta           | Sophomore          |
| G/F                                                                | Andrew Wiggins           |                       | Timberwolves du Minnesota | Rookie             |
| C                                                                  | Jusuf Nurkić * ⁴         |                       | Nuggets de Denver         | Rookie             |
| G                                                                  | Matthew Dellavedova **   |                       | Cavaliers de Cleveland    | Sophomore          |
| F                                                                  | Kóstas Papanikoláou **** |                       | Rockets de Houston        | Rookie             |
| Entraîneur : Kenny Atkinson (Entraîneur adjoint : Hawks d'Atlanta) |                          |                       |                           |                    |

### Team Monde vs. Team USA
| 13 février 2015 21:00 EDT | (en) Boxscore | Team Monde 121, Team USA 112                       | Team Monde 121, Team USA 112 | Team Monde 121, Team USA 112                                         |  | Barclays Center, Brooklyn, New York Affluence : 15 451 Arbitres : no 73 Tre Maddox no 77 Karl Lane no 79 Kevin Scott | TNT beIN Sports |
| 13 février 2015 21:00 EDT | (en) Boxscore | Score par mi-temps : 69-67, 52-45                  |                              |                                                                      |  | Barclays Center, Brooklyn, New York Affluence : 15 451 Arbitres : no 73 Tre Maddox no 77 Karl Lane no 79 Kevin Scott | TNT beIN Sports |
| 13 février 2015 21:00 EDT | (en) Boxscore | Andrew Wiggins 22 Rudy Gobert 12 Dennis Schröder 9 | Points Rebonds Passes d.     | Victor Oladipo, Zach LaVine 22 Mason Plumlee 9 Trey Burke, Oladipo 4 |  | Barclays Center, Brooklyn, New York Affluence : 15 451 Arbitres : no 73 Tre Maddox no 77 Karl Lane no 79 Kevin Scott | TNT beIN Sports |

MVP : Andrew Wiggins
¹ Steven Adams déclare forfait pour cause de blessure.
² Kelly Olynyk déclare forfait pour cause de blessure.
³ Michael Carter-Williams déclare forfait.
⁴ Jusuf Nurkić déclare forfait.
* Jusuf Nurkić remplace Steven Adams blessé.
** Matthew Dellavedova remplace Kelly Olynyk blessé.
*** Robert Covington remplace Michael Carter-Williams.
**** Kóstas Papanikoláou remplace Jusuf Nurkić.

### Concours de dunk
| Conférence | Joueur                | Équipe                    | Premier tour | Finale     |
| ---------- | --------------------- | ------------------------- | ------------ | ---------- |
| Ouest      | Zach LaVine           | Timberwolves du Minnesota | 100 (50+50)  | 94 (45+49) |
| Est        | Victor Oladipo        | Magic d'Orlando           | 89 (50+39)   | 75 (31+44) |
| Est        | Mason Plumlee         | Nets de Brooklyn          | 76 (40+36)   | –          |
| Est        | Giánnis Antetokoúnmpo | Bucks de Milwaukee        | 65 (30+35)   | –          |

### Concours de tirs à trois points
| Pos. | Joueur          | Équipe                    | taille         | Premier tour | Finale |
| ---- | --------------- | ------------------------- | -------------- | ------------ | ------ |
| PG   | Stephen Curry   | Warriors de Golden State  | 1,91 m (6′ 3″) | 23           | 27     |
| G    | Kyrie Irving    | Cavaliers de Cleveland    | 1,91 m (6′ 3″) | 23           | 17     |
| G/F  | Klay Thompson   | Warriors de Golden State  | 2,01 m (6′ 7″) | 24           | 14     |
| PG   | Wesley Matthews | Trail Blazers de Portland | 1,96 m (6′ 5″) | 22           | –      |
| G/F  | Kyle Korver     | Hawks d'Atlanta           | 2,01 m (6′ 7″) | 18           | –      |
| SG   | Marco Belinelli | Spurs de San Antonio      | 1,96 m (6′ 5″) | 18           | –      |
| G    | J. J. Redick    | Clippers de Los Angeles   | 1,93 m (6′ 4″) | 17           | –      |
| G    | James Harden    | Rockets de Houston        | 1,96 m (6′ 5″) | 15           | –      |

### Taco Bell Skills Challenge
| Poste | Joueur                    | Équipe                | Taille         |
| ----- | ------------------------- | --------------------- | -------------- |
| G/F   | Jimmy Butler ²            | Bulls de Chicago      | 2,01 m (6′ 7″) |
| G     | Jeff Teague               | Hawks d'Atlanta       | 1,88 m (6′ 2″) |
| G     | Kyle Lowry                | Raptors de Toronto    | 1,83 m (6′ 0″) |
| G     | John Wall ¹               | Wizards de Washington | 1,93 m (6′ 4″) |
| G     | Michael Carter-Williams ³ | 76ers de Philadelphie | 1,98 m (6′ 6″) |
| G     | Dennis Schröder ²         | Hawks d'Atlanta       | 1,85 m (6′ 1″) |
| G     | Elfrid Payton ³           | Magic d'Orlando       | 1,93 m (6′ 4″) |
| G     | Brandon Knight            | Bucks de Milwaukee    | 1,91 m (6′ 3″) |
| G     | Patrick Beverley ¹        | Rockets de Houston    | 1,85 m (6′ 1″) |
| G     | Trey Burke                | Jazz de l'Utah        | 1,83 m (6′ 0″) |
| G     | Isaiah Thomas             | Suns de Phoenix       | 1,75 m (5′ 9″) |

¹ John Wall est remplacé par Patrick Beverley.
² Jimmy Butler est remplacé par Dennis Schröder.
³ Michael Carter-Williams est remplacé par Elfrid Payton.
|  | Quarts de finale | Quarts de finale |                  |   | Demi-finales | Demi-finales |  |  | Finale | Finale |
|  | Quarts de finale | Quarts de finale |                  |   | Demi-finales | Demi-finales |  |  | Finale | Finale |
|  |                  |                  |                  |   |              |              |  |  |        |        |
|  |                  |                  |                  |   |              |              |  |  |        |        |
|  |                  |                  |                  |   |              |              |  |  |        |        |
|  | Isaiah Thomas    | X                |                  |   |              |              |  |  |        |        |
|  | Isaiah Thomas    | X                |                  |   |              |              |  |  |        |        |
|  | Patrick Beverley | O                |                  |   |              |              |  |  |        |        |
|  | Patrick Beverley | O                | Patrick Beverley | O |              |              |  |  |        |        |
|  |                  |                  | Patrick Beverley | O |              |              |  |  |        |        |
|  |                  | Elfrid Payton    | X                |   |              |              |  |  |        |        |
|  | Elfrid Payton    | Elfrid Payton    | X                | O |              |              |  |  |        |        |
|  | Elfrid Payton    |                  |                  | O |              |              |  |  |        |        |
|  | Jeff Teague      | X                |                  |   |              |              |  |  |        |        |
|  | Jeff Teague      | X                | Patrick Beverley | O |              |              |  |  |        |        |
|  |                  |                  | Patrick Beverley | O |              |              |  |  |        |        |
|  |                  | Brandon Knight   | X                |   |              |              |  |  |        |        |
|  | Trey Burke       | Brandon Knight   | X                | X |              |              |  |  |        |        |
|  | Trey Burke       |                  |                  | X |              |              |  |  |        |        |
|  | Brandon Knight   | O                |                  |   |              |              |  |  |        |        |
|  | Brandon Knight   | O                | Brandon Knight   | O |              |              |  |  |        |        |
|  |                  |                  | Brandon Knight   | O |              |              |  |  |        |        |
|  |                  | Kyle Lowry       | X                |   |              |              |  |  |        |        |
|  | Dennis Schröder  | Kyle Lowry       | X                | X |              |              |  |  |        |        |
|  | Dennis Schröder  |                  |                  | X |              |              |  |  |        |        |
|  | Kyle Lowry       | O                |                  |   |              |              |  |  |        |        |
|  | Kyle Lowry       | O                |                  |   |              |              |  |  |        |        |

## Pour approfondir